# Paul Distelhut
Paul Distelhut (* 1914; † 2002) war ein deutscher Gewerkschafter und Kommunalpolitiker der SPD.
Paul Distelhut stammte aus einer traditionsreichen SPD-Familie und einem politischen Elternhaus. Im Jahr 1948 übernahm Paul Distelhut den Vorsitz der SPD in Mainz-Mombach. Er war von 1952 bis 1979 Stadtratsmitglied in Mainz, von 1965 bis 1977 Vorsitzender der SPD-Stadtratsfraktion und seit 1979 Ehrenbürger.
Paul Distelhut war Bezirksleiter der Gewerkschaft der Eisenbahner Deutschlands.
Innerhalb des Mainzer Modells, das alle Parteien an der Macht in der Stadt beteiligte, arbeitete er mit Jockel Fuchs, Heinz Laubach und Günter Storch zusammen. Er war sich einig mit vielen Vertretern anderer Parteien in der Nachkriegszeit, die nach dem Ende der Naziherrschaft vor allem wollten, „dass sich so etwas nie wiederholen darf“.
Seine Tochter war die Mainzer Kommunalpolitikerin Ursula Distelhut.